# Maison du navire
La Maison du navire (en allemand das Schifferhaus), située dans le vieux quartier du Schnoor de la ville libre hanséatique de Brême (Allemagne), tient son nom d'un de ses propriétaires, familier avec la marine, qui y a ouvert un magasin de marchandises coloniales vers 1920. Inscrite comme monument historique en 1973, elle a abrité au cours des 25 dernières années du XXe siècle un musée privé.

## Histoire du bâtiment
La maison, construite en 1630 sur la rive sud de la Klosterbalge, un affluent médiéval de la Weser, est agrandie en 1750.
La ferme d'origine est largement préservée, et certaines poutres ont certainement 400 ans. Contrairement à la majorité des maisons à colombages dans le Schnoor, construites avec de l'argile et un toit de paille, les interstices de la charpente sont remplis avec des pierres, ce qui permet d'évaluer la situation économique des propriétaires : seuls les gens riches pouvaient se permettre d'utiliser des pierres et des bardeaux de toiture.

## Utilisation de la maison
Au XIXe siècle, un restaurant occupe le rez-de-chaussée et une auberge les étages supérieurs. De 1919 au milieu du XXe siècle, la maison abrite une boutique de vente pour l'avitaillement des navires, l'épicerie et des produits alimentaires, puis dans la seconde moitié du XXe siècle un musée privé.
Depuis 2006 diverses activités artistiques et de vente ont lieu dans les deux derniers étages, et des travaux de rénovation se poursuivent.
Depuis août 2011, un groupe d'artistes a ouvert une boutique au rez-de-chaussée, devenue en juillet 2012 Künstlerhaus im Schnoor (Maison d'artistes dans le Schnoor). Mais la maison a été fermé depuis 2013.

## Galerie

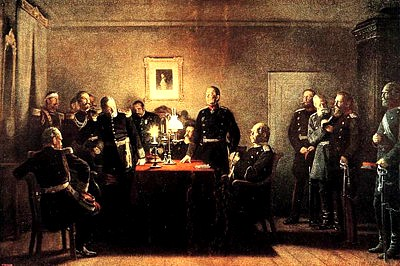
La reproduction d'une peinture en mémoire de la Bataille de Sedan (1870) devait être vu dans l'ancien salon de cette maison.
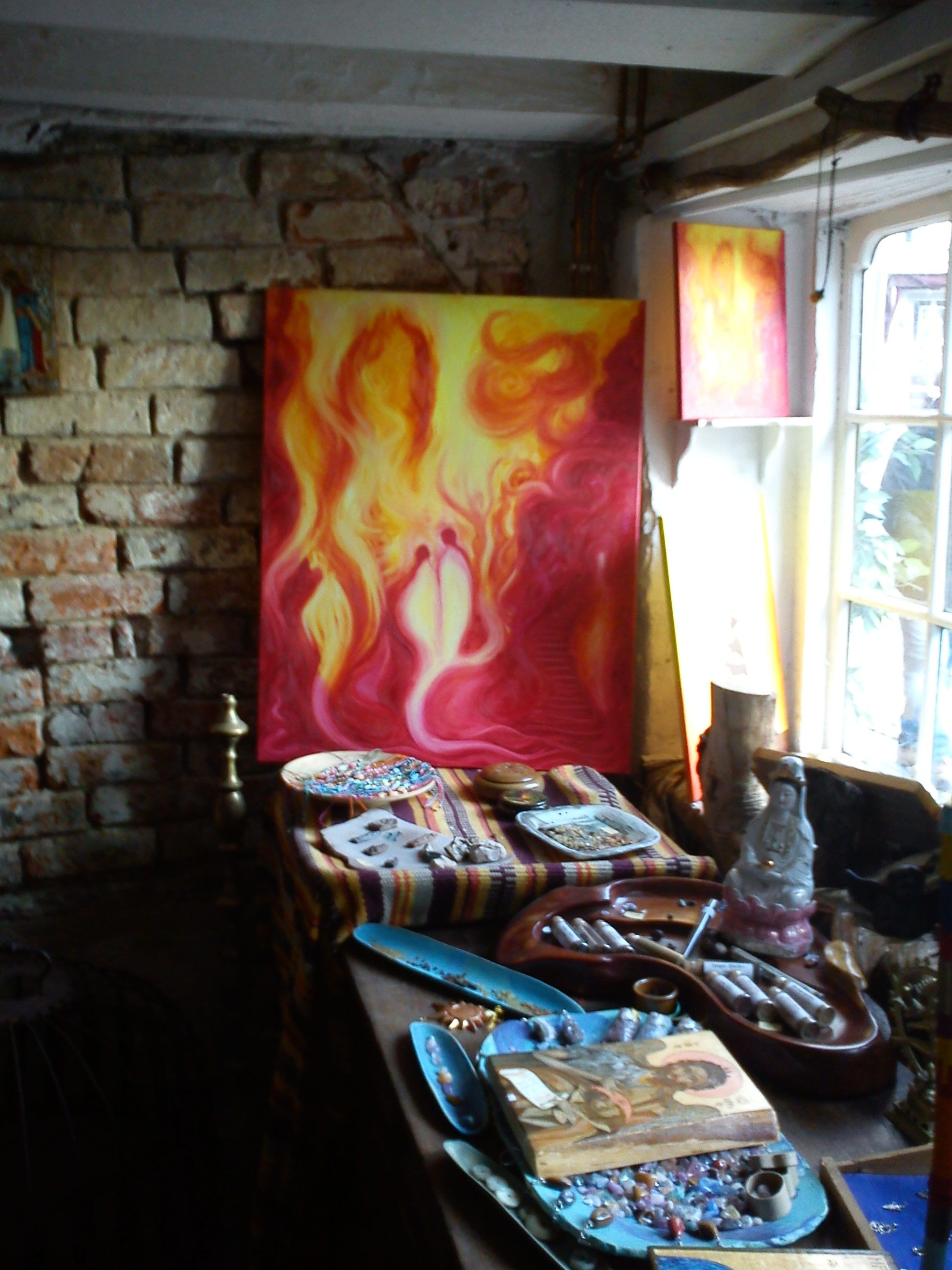
Intérieur de la maison, rez-de-chaussée, collection 2012.

### Liens
- Informations sur la maison et le musée